# سسنا سی‌دابلیو-۶
سسنا سی‌دابلیو-۶ (به انگلیسی: Cessna CW-6) یک هواگرد ساختِ کارخانهٔ سسنا در کشور ایالات متحده آمریکا است . این هواگرد برای نخستین بار در ۱۹۲۸ میلادی مورد استفاده قرار گرفت.